# 渥美育子
渥美 育子（あつみ いくこ、1940年 - ）は、日本の詩人、アメリカ文学者、実業家。

## 来歴
愛知県名古屋市出身。父は名古屋市で区長や教育長を務めた渥美善三、母は愛知県立大学教授を務めた渥美かをる。
青山学院大学文学部英米文学科卒業後留学し、ブリティッシュ・コロンビア大学、アイオワ大学創作科に学び、ラドクリフ・カレッジ、ハーヴァード大学研究生、1976-82年青山学院大学助教授。『フェミニスト』編集長。その後渡米しジャパニーズ・センターを設立。のち帰国し、グローバル教育研究所理事長。
1970年代には日本女性学会立ち上げにも参画したフェミニストであったが、帰国後は倫理法人会とつながりのある日本母親連盟の理事長を務めるなど、反動保守的スタンスをとるようになっている。

## 著書
- 『九番目の電子』現代詩の会、1962
- 『裏切りの研究 1』思潮社、1973
- 『女性文化の創造へ』ELEC出版部、1978
- 『「世界で戦える人材」の条件 グローバル企業で30年間伝え続けてきた』PHPビジネス新書 2013
- 『地球村への10のステップワークノート 空間と時代を旅しながら「グローバル時代を生きるために必要な力」を学ぶ』学事出版、c2015

### 共編著
- 『おんなの飛翔学』編著　講談社　新おんなゼミ　1979
- 『シルヴィア・プラスの世界』皆見昭共編　南雲堂　1982

### 翻訳
- 『お母さんは…… シブ・シダリン・フォックス詩集』伊藤ヒロミ,六郷孝也,和田博文共訳　詩の世界社　1977
- ベティ・フリーダン『女の新世紀へ アメリカ女性運動の記録 上』ジャパン・パブリッシャーズ　1979

## 論文
- ＜渥美育子